# Кархост
Кархост е една от двете кули, които кралство Гондор издигнало на планините обграждащи Мордор след като победило ордите на Саурон. След години обаче силата им западнала и те изоставили двете Кули Нархост и Кархост и злия господар Саурон се възползвал и ги превзел с армия от орки. По този начин той се завърнал в Мордор. Кархост била стражева кула и заедно със своят „брат“ Нархост охранявали границите на гондор през величието на кралството а след неговия залез били защита на силите на мрака от Мордор.